# 第開特縣 (愛阿華州)
第開特縣（英語：Decatur County）是美國愛荷華州南部的一個縣，南鄰密蘇里州。陸地面積 1,381 平方公里。根據美國2000年人口普查，共有人口 8,689 人。縣治里昂 (Leon)。
成立於1846年1月13日，縣政府成立於1850年5月6日。本縣紀念1812年戰爭英雄史提芬·第開特 (Stephen Decatur)。

## 地理

### 主要公路
- 35 號州際公路（Interstate 35，I-35）
- 美國國道　69（U.S. Highway 69）
- 愛荷華州 2 號公路（Iowa Highway 2）

### 鄰近的縣
- 克拉克（Clarke County，北方）
- 韋恩縣（Wayne County，西方）
- 默瑟縣（Mercer County 東南方）
- 哈里森（Harrison County，西南方）
- 靈高爾德（Ringgold County，西方）

## 人口

2000 年人口統計的年齡數據

根據美國人口調查局 2000 年的數據，迪卡特縣共有 8689 人口、3337 個住戶、2149 個家庭。

## 外部連結
- 一篇論述迪卡特縣政治和貧困的文章[永久]